# رصاصة ذكية

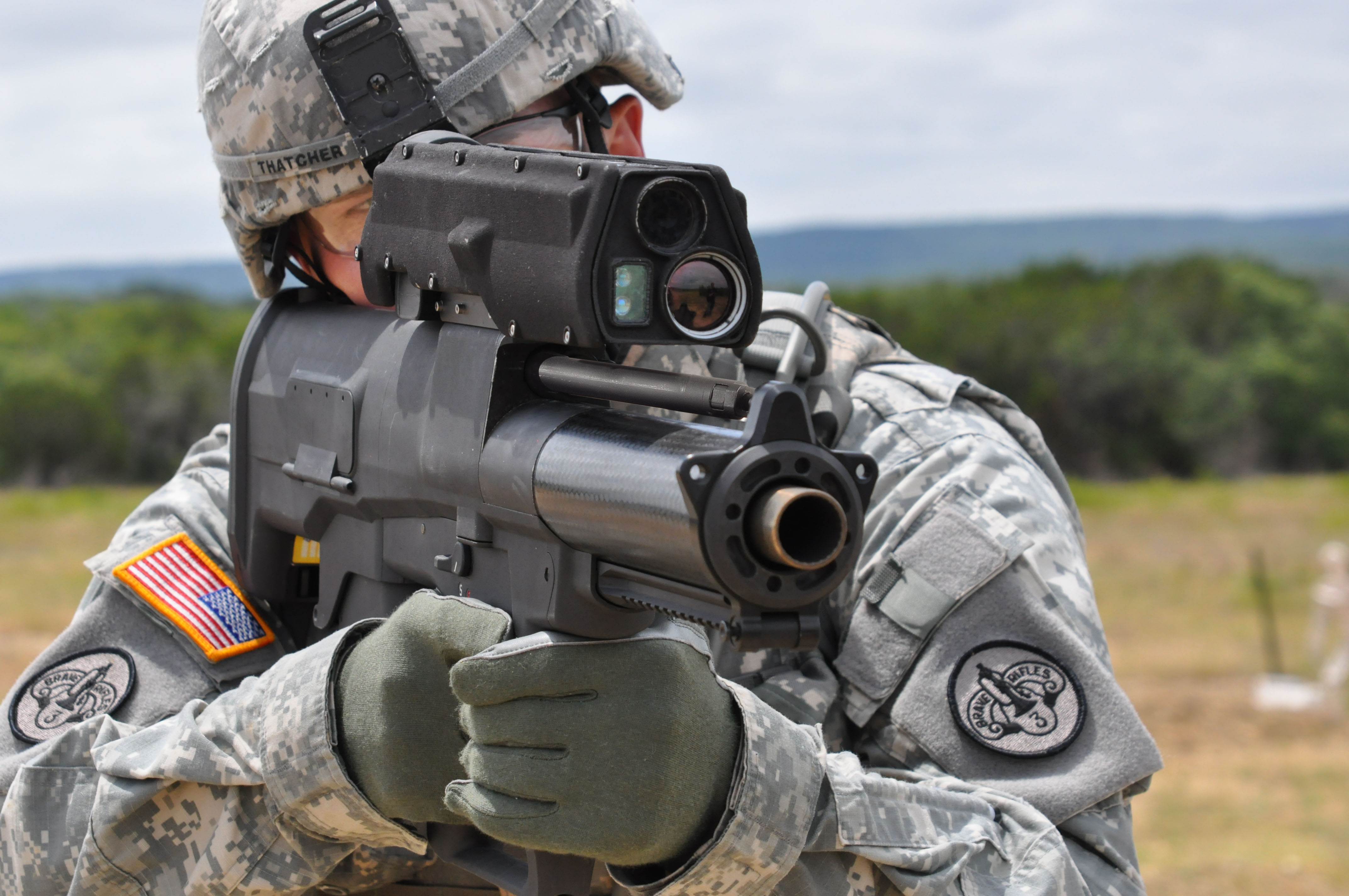
جندي يستخدم نظام سلاح XM-25 في مركز اختبار أبردين بولاية ماريلاند.

الرصاصة الذكية هي رصاصة قادرة على القيام بأمر مختلف عن مجرد اتباع مسارها المحدد، مثل الدوران أو تغيير السرعة أو إرسال البيانات. ويمكن إطلاق مثل هذه القذيفة من سلاح ناري دقيق التوجيه قادر على برمجة سلوكه. وهي نوع مصغر من الذخيرة الموجهة بدقة.

## أنواع الرصاص الذكي
في عام 2008، بدأ برنامج الذخائر المكلفة فائقة الدقة (ايكزاكتو) في إطار هيئة مشاريع البحوث الدفاعية المتقدمة (داربا) لتطوير نظام بندقية قنص ذكي «أطلق ولا تبالي» يتضمن رصاصة ذكية موجهة ومنظار رؤية محسن. ولا يزال يتعين كشف التقنيات الدقيقة لهذه الرصاصة الذكية. وقد اختبر ايكزاكتو بين عامي 2014 و2015 وأعلن عن النتائج التي أظهرت أن الرصاصة تعدّل وجهتها لتصحيح مسارها إلى هدفها. وقد أعلنت مختبرات سانديا الوطنية في عام 2012، عن نموذج أولي للرصاص ذاتي التوجيه يمكنه تتبع هدف مضاء بمحدد ليزري.
وهذه الرصاصة قادرة على تحديث موقعها 30 مرة في الثانية وضرب الأهداف على بعد أكثر من ميل.
وفي منتصف عام 2016، كشفت روسيا أنها تطور سلاحا مشابها «للرصاصة الذكية» مصمما لضرب أهداف على مسافة تصل إلى 10 كيلومترات (6.2 ميل). وقد أجلت روسيا في نهاية عام 2018، تطوير الرصاصة الذكية. [بحاجة لمصدر]

## الرصاصة الموجهة
وضع الدكتور رولين باريت الإطار المفاهيمي للرصاصة الموجهة كما بينه في أطروحته للماجستير المقدمة إلى جامعة لويزيانا للتكنولوجيا، في مارس 1993.
وكما صمم الدكتور باريت الرصاصة الموجهة أولا، فإنها تمتلك ثلاثة منافذ/مجسات تعتمد على الألياف البصرية (على الأقل، للأبعاد الثلاثة)، موزعة بالتساوي حول محيطها. ولتفعيل طبيعته الموجهة، يسدد الليزر إلى الهدف. ومع اقتراب الرصاصة من وجهتها النهائية، فإنها تعدل مسار رحلتها في الزمن اللازم للسماح لكمية مكافئة من الضوء الليزري بدخول كل منفذ.
```
وأثناء حركتها لن تنتقل الرصاصة في اتجاهات متعددة كما لو كانت مركبة ذاتية القيادة، ولكن عوضا عن ذلك، ستجري تعديلات طفيفة على مسار رحلتها لاصابة الهدف بالضبط حيث سدد شعاع الليزر. علاوة على ذلك، لن يكون من الضروري أن ينبثق الليزر من نفس المصدر الذي يطلق الرصاصة، مما يسمح بإطلاق 
القذيفة
 على هدف خارج النطاق البصري للقناص.
```

وللسماح للرصاصة بتعديل مسار طيرانها، صمم الدكتور باريت الجسم كمزيج من المعدن والبوليمر. حيث يعمل البوليمر كسطح متشوه من شأنه أن يحرف تيار الهواء ويوجه الرصاصة في الزمن المناسب. ويشغل نظام التوجيه باستخدام بطارية ليثيوم بوليمر مصغرة متصلة بالدوائر الملاحية.
وقد بذل الدكتور باريت جهدا كبيرا لنمذجة تدفق الهواء للرصاصة، حتى أنه درس أنواع معينة من الزعانف باستخدام مصدات لتخفيف السرعة وذلك لتقييم آثار الأسطح الناتئة.
وبسبب نقص البرامج الباليستية في ذلك الوقت، فقد كتب بنفسه عمليات المحاكاة باستخدام برنامج الماثكاد لإيجاد العديد من متغيرات الطيران.
وبالإضافة إلى نمذجة الرحلة، قام الدكتور باريت بنمذجة المقذوفات الداخلية من خلال تغيير منحنيات متعددات الحدود باستمرار حتى تتفق مع البيانات المتاحة علناً. ونظرا لعدم توفر البيانات الباليستية الطرفية التي كَانَ من الممكن أَنْ تَكُونَ معبرة عن الرصاصة الموجهة، قارن الدكتور باريت بياناته ببيانات رصاصات الصيد الكبيرة.
وقام الدكتور باريت بتقديم ومتابعة طلب الحصول على براءة اختراع لاختراعه وحصل في النهاية على براءة اختراع في أغسطس 1998. ولا يزال اليوم، مفهوم الرصاصة «الموجهة» أو «الذكية» موضوعا للبحث والتطوير الهائلين.

## تغيير المسار
نوع آخر من الرصاص الذكي هو القذيفة القادرة على تغيير مسارها أثناء الطيران. ومن الاستخدامات المفيدة لهذه الخاصية تمكين الجنود من البقاء خلف غطاء واق وإطلاق النار بثقة مطلقة. كما استخدم في أحد النماذج التي اختبرت مثبط رفع وجيرو سكوب مُصغر للتحكم في الرصاصة.

## التنقل
أنتجت شركة هانيويل أيروسبيس وحدات قياس ممانعة تعتمد على تقنيات الأنظمة الكهروميكانيكية الدقيقة (MEMS) والإلكترونيات الدقيقة والتي زعم أنها لا تتأثر بصدمة إطلاق النار الناتجة عند اطلاقها من بندقية.

## نقل البيانات
وهناك نوع أخر من الرصاص الذكي وهي تلك التي يمكنها نقل البيانات عن الموقع الذي أطلقت اليه بتغطية منخفضة المدى. وقد اُبتكر نموذج أولي من قبل باحثين في جامعة فلوريدا في غينزفيل، فلوريدا، الولايات المتحدة الأمريكية بتمويل من شركة لوكهيد مارتن. [8] حيث تحتوي الرصاصة (المقذوف) بداخلها على مستشعر يمكنه إرسال بيانات لاسلكية تصل إلى 70 مترا.